# Nikara I
Nikara I, alternativ stavning Nikare I, var en farao i Egyptens åttonde dynasti under första mellantiden som endast är känd från Abydoslistan och ett cylindersigill.